# Kloten Flyers
I Kloten Flyers sono una squadra di hockey su ghiaccio svizzera, fondata nel 1934 con sede a Kloten, nel Canton Zurigo. Attualmente la squadra milita nel massimo campionato svizzero, la National League.

## Cronologia
- 1934-1937: ?

## Giocatori celebri
- Campionato del mondo:

Matthias Bieber: 2013
Eric Blum: 2013
Simon Bodenmann: 2013
Denis Hollenstein: 2013
Patrick von Gunten: 2013

## Palmarès

### National League A
5 vittorie
- 1967, 1993, 1994, 1995, 1996.